# Hiện thực xã hội chủ nghĩa
Hiện thực xã hội chủ nghĩa là trào lưu nghệ thuật nổi bật trong thế kỷ XX. Đây thực chất là một phần của chủ nghĩa hiện thực, nhưng lại mang tính chất của chủ nghĩa xã hội. Các tác phẩm thuộc chủ nghĩa này miêu tả cuộc sống trong qua trình phát triển cách mạng, đề cao vai trò lịch sử của nhân dân. Những đại diện tiêu biểu cho trào lưu này gồm có các nhà văn Maxim Gorky, Mikhail Sholokhov ở Liên Xô hay Jorge Amado ở Brazil.